# (73104) 2002 GO25
(73104) 2002 GO25 – planetoida z pasa głównego asteroid okrążająca Słońce w ciągu 4,48 lat w średniej odległości 2,72 j.a. Odkryta 12 kwietnia 2002 roku.